# Thaumasura pavo
Thaumasura pavo är en stekelart som först beskrevs av Girault 1915.  Thaumasura pavo ingår i släktet Thaumasura och familjen puppglanssteklar. Inga underarter finns listade i Catalogue of Life.